# Euphorbia chamaesycoides
Euphorbia chamaesycoides är en törelväxtart som beskrevs av Rune Bertil Nordenstam. Euphorbia chamaesycoides ingår i släktet törlar, och familjen törelväxter.
Artens utbredningsområde är Namibia. Inga underarter finns listade i Catalogue of Life.